# Subsecretaría de Asuntos Exteriores
La Subsecretaría de Asuntos Exteriores, Unión Europea y Cooperación es la subsecretaría del actual Ministerio de Asuntos Exteriores, Unión Europea y Cooperación de España.
Se ocupa, bajo la dirección del ministro, de la preparación, tramitación, seguimiento y depósito de los tratados internacionales de los que España es parte; la selección y formación de funcionarios del Cuerpo de la carrera Diplomática y del Cuerpo de traductores e intérpretes; la formulación y ejecución de la política exterior de España en los ámbitos de extranjería, protección de los españoles en el exterior, gestión de situaciones de emergencia y crisis que afecten a españoles en el extranjero, y la supervisión de las actuaciones de las oficinas consulares españolas.
El actual subsecretario de Asuntos Exteriores es el diplomático Xavier Martí Martí desde el 27 de agosto de 2024.

## Historia
La Subsecretaría de Asuntos Exteriores nace con la reforma gubernamental de 1834 que modificó la organización de las secretarías de Estado y del Despacho incluyendo en ellas una subsecretaría. En esta época, el Ministerio de Asuntos Exteriores se denominaba Ministerio de Estado, al igual que el subsecretario, cuyo primer titular fue el introductor de embajadores Andrés Villalba.
La reforma del ministerio de enero de 1875 recuperó al subsecretario (que desde 1873 era secretario general) como un «Ministro Plenipotenciario de primera clase» (descripción que se mantenía desde 1835) y le otorgaba «la redacción de las cartas Reales, credenciales y recredenciales, de Cancillería y Gabinete; extender los tratados, ratificaciones, plenipotencias, patentes y exequaturs y demás documentos análogos; expedir los pasaportes y firmar los refrendos de estos; conocer de los asuntos internacionales correspondientes a la Casa Real, y de las cuestiones que se refieren a la etiqueta, al ceremonial y al protocolo; instruir los expedientes relativos a cruces y honores, Grandezas, Maestranzas, y Noblezas, y extender los Reales decretos referentes a su concesión. Tendrá además a su cargo todo lo relativo al personal diplomático, consular y de Intérpretes, Tribunal de la Rota, Órdenes y sus Asambleas, Agencia de Preces, Archivos, subalternos del Ministerio y sus dependencias, Sección de Correos de Gabinete y Secretaría particular del Ministro. Tendrá igualmente a su cuidado la redacción de los escalafones y reglamentos especiales de cada ramo, así como el Registro general de entrada y salida de la correspondencia oficial y la cifra». En definitiva, el subsecretario era el eje vertebrador del ministerio.
Fue suprimida entre 1855 y 1856.
Desde 1877 a 1881 el subsecretario asumió la dirección general de política del Ministerio, pero ante la evidente sobrecarga de trabajo de este alto funcionario, en 1881 se separaron estas competencias volviendo a las de 1875, si bien todo el personal funcionarial del ministerio dependía de este.
En diciembre de 1925 se decretó la supresión de todas las subsecretarías y  entre 1928 y 1930 se dio la peculiar situación de que el Ministerio de Estado se integró en la Presidencia del Consejo de Ministros, pasando esta a denominarse Presidencia y Asuntos Exteriores, apareciendo por primera vez la actual denominación, si bien el Ministerio en sí nunca desapareció. Durante el periodo de la fusión ministerial (1928-1930), los servicios de la subsecretaría fueron desempañados por la Secretaría General de Asuntos Exteriores hasta que por Real Decreto-ley de 17 de abril de 1930 se suprimió y se restauró la subsecretaría.
La actual denominación la adquiere en enero de 1938, cuando el Ministerio de Estado pasa a denominarse «de Asuntos Exteriores». Con esta reforma, la subsecretaría tenía bajo su dependencia las secciones de política exterior, de tratados internacionales, de relaciones con la Santa Sede y de protocolo. Además, también se le añadieron las jefaturas de política y tratados, y de asuntos administrativos, además de otras secciones como las de Cancillería, Protocolo y Órdenes, de Asesoría Jurídica, de Oficina de Información, de Interpretación de Lenguas y de Gabinete de Cifra.
A partir de los años 40 empiezan a aparecer los órganos actuales con rango de dirección general, que dependían directamente del Ministerio y solo de la subsecretaría para aquellos asuntos que escapasen a sus competencias. Con las reforma de diciembre 1945, todos los organismos y comisiones creadas existentes en el Ministerio con el objeto de estudiar asuntos de política exterior, quedaban adscritos a este órgano.
En 1966 se crea una segunda subsecretaría en el Ministerio llamada «de Política Exterior» con el objetivo de coordinar las direcciones generales que la integraban, siendo estas las direcciones generales de Asuntos de Europa y Santa Sede: Asuntos de América; Asuntos de África y Mundo Árabe. y dirección general de Asuntos de Norteamérica. Medio y Extremo Oriente. En 1968, la subsecretaría de Asuntos Exteriores es suprimida, pero apenas dos años después, en 1970, es recuperada.
En abril de 1994 se recupera la Inspección General de Servicios que ya existió entre 1954 y 1967 salvo que ahora esta pasa a depender directamente de la subsecretaría.
Desde la reforma de 1970, la estructura, competencias y denominación apenas ha variado, si bien entre 2004 y 2018 se denominó Subsecretaría de Asuntos Exteriores y de Cooperación y desde 2018 Subsecretaría de Asuntos Exteriores, Unión Europea y de Cooperación para enfatizar en el europeísmo.
En 2020, se la Subsecretaría perdió las funciones relativas a la política de comunicación y portavocía, que pasaron a la Secretaría de Estado de la España Global. El 5 de febrero de 2020, la subsecretaria, Ángeles Moreno Bau, fue nombrada secretaria de Estado de Cooperación Internacional. Al no haber sido nombrado un nuevo subsecretario, la mencionada secretaria de Estado asumió interinamente el cargo de subsecretaria. Cesó el 27 de mayo, tras ser nombrada subsecretaria María Celsa Nuño García.

## Funciones
En particular, corresponde a la Subsecretaría, sin perjuicio de las competencias funcionales asignadas a las diferentes secretarías de Estado, las siguientes competencias:
- El apoyo y asesoramiento técnico a la persona titular del Ministerio en la elaboración y aprobación de los planes de actuación del Departamento.
- La dirección y coordinación de los servicios comunes del Ministerio; la planificación y gestión patrimonial, económico-financiera, presupuestaria y de recursos humanos y materiales del Departamento; el desarrollo y la gestión de los sistemas de información y comunicación, el impulso y desarrollo de la administración electrónica, así como el impulso de la transformación digital e innovación y la gestión del cambio en el Departamento.
- El establecimiento de los planes de inspección del personal y de los servicios, y la mejora de los sistemas de planificación, dirección y organización para la racionalización y simplificación de los procedimientos y métodos de trabajo.
- La coordinación y la supervisión de la política de protección de datos personales.
- El ejercicio de las funciones de la Unidad de Información de Transparencia del Ministerio, según lo previsto en el artículo 21 de la Ley 19/2013, de 9 de diciembre, de transparencia, acceso a la información pública y buen gobierno, y el apoyo en la coordinación de las iniciativas de este Departamento en materia de Gobierno abierto.
- El desarrollo de las funciones propias de la Unidad de Igualdad del Departamento, previstas en el artículo 77 de la Ley Orgánica 3/2007, de 22 de marzo para la igualdad efectiva de mujeres y hombres.
- La tramitación de los proyectos de disposiciones de carácter general que promueva el ministerio y de las solicitudes de informes de otros departamentos. La tramitación de los expedientes de responsabilidad patrimonial, la formulación de propuestas de resolución de recursos administrativos, y las relaciones con los órganos jurisdiccionales.
- El impulso y coordinación de las relaciones institucionales con los demás Departamentos, Administraciones públicas y organismos y entidades que tengan relación con el Ministerio.
- La preparación, tramitación, seguimiento y depósito de los tratados internacionales de los que España sea parte.
- La selección y formación de funcionarios del Cuerpo de la carrera diplomática y del Cuerpo de traductores e intérpretes.
- La asistencia a la persona titular del Ministerio de Asuntos Exteriores, Unión Europea y Cooperación en la formulación y ejecución de la política exterior de España en los ámbitos de extranjería, protección de los españoles en el exterior, gestión de situaciones de emergencia y crisis que afecten a españoles en el extranjero y supervisión de las actuaciones de las oficinas consulares españolas en la gestión de los servicios de la Administración General del Estado que se presten en el exterior.
- La coordinación de las actividades relacionadas con el ejercicio del derecho de petición.
- La presidencia de la Obra Pía de los Santos Lugares y de la Junta del Patronato de dicho organismo.
- Las relaciones con la Santa Sede y la Soberana Orden de Malta.
- La coordinación de las evaluaciones de las políticas públicas de competencia del Departamento y, en su caso, la realización de aquellas que determine la persona titular del Ministerio, de acuerdo con el plan de evaluaciones de políticas públicas que apruebe el Consejo de Ministros, con el apoyo del Agencia Estatal de Evaluación de Políticas Públicas.
- La planificación, coordinación y seguimiento de las medidas destinadas a asegurar la sostenibilidad del Ministerio en cumplimiento de los Objetivos de Desarrollo Sostenible de la Agenda 2030 en los ámbitos de competencia de la Subsecretaría.
- El ejercicio, semestralmente y con carácter rotatorio, de la Presidencia o de la Vicepresidencia de la Comisión Interministerial de coordinación en materia de tratados y otros acuerdos internacionales.
- Velar por el cumplimiento de la normativa aplicable en materia de la protección de la información clasificada en el marco de las competencias del Ministerio, en particular, la regulación de la infraestructura de protección, las condiciones de seguridad, y las autoridades y procedimientos de clasificación de la información en los grados de confidencial y difusión limitada, y la definición y preservación de la infraestructura de protección de la información clasificada en el Departamento.

## Estructura
Depende de la Subsecretaría:
- La Secretaría General Técnica.
- La Dirección General del Servicio Exterior.
- La Dirección General de Españoles en el Exterior y de Asuntos Consulares.
- La Dirección General de Protocolo, Cancillería y Órdenes, encabezada por el Introductor de Embajadores, con consideración y tratamiento de director general y con rango de Embajador.
- El Gabinete Técnico, como órgano de apoyo y asistencia directa a la persona titular de la Subsecretaría.
- La Inspección General de Servicios.
- La Oficina Presupuestaria.
- La Escuela Diplomática.
- La Asesoría Jurídica Internacional.

También cuenta con una Oficina de Protección de la Información Clasificada, que ejerce todos los aspectos relacionados con la seguridad de la información clasificada, tanto de su manejo y custodia, como de su seguridad física, seguridad en el personal y seguridad en los sistemas de información y comunicaciones.

### Órganos adscritos
- La Obra Pía de los Santos Lugares.

## Presupuesto
La Subsecretaría del Ministerio de Asuntos Exteriores, Unión Europea y Cooperación tiene un presupuesto asignado de 543 706 690 € para el año 2023. De acuerdo con los Presupuestos Generales del Estado para 2023, la Subsecretaría participa en tres programas:
| N.º Programa                          | Programa                                                                           | Dotación      | Ref.   |
| ------------------------------------- | ---------------------------------------------------------------------------------- | ------------- | ------ |
| 141M                                  | Dirección y Servicios Generales de Asuntos Exteriores, Unión Europea y Cooperación | 96 370 910 €  | [ 23 ] |
| 142A                                  | Acción del Estado en el exterior                                                   | 445 576 120 € | [ 24 ] |
| 467G                                  | Investigación y desarrollo de la Sociedad de la Información                        | 1 759 660 €   | [ 25 ] |
| Total presupuesto de la Subsecretaría | Total presupuesto de la Subsecretaría                                              | 543 706 690 € |        |

## Subsecretarios
El actual subsecretario de Asuntos Exteriores, Unión Europea y Cooperación es, desde agosto de 2024, el diplomático Xavier Martí Martí.